# سابازيوس
سابازيوس أو سابزوس (بالإنجليزية: Sabazios)‏، هو رب فريجي أو تراقي انتشرت عبادته في اليونان في القرن الخامس قبل الميلاد. وكان يعادل ديونيسوس في العالم اليوناني وأحيانًا يعادل زيوس نفسه. وقد صار اسمه باخوس وذلك في عصر الإمبراطورية الرومانية. ويعتبرونه الفارس والإله الأب للسماء.
يبدو من المحتمل أن الفريجيين المهاجرين أحضروا سابازيوس معهم عندما استقروا في الأناضول في أوائل الألفية الأولى قبل الميلاد، وأن أصول الإله يجب البحث عنها في مقدونيا وتراقيا. يُعتقد أن الحرم القديم لبيربيريكون في بلغاريا الحديثة، والذي تم اكتشافه في عام 2000، هو معبد سابازيوس.